# Фемида (гипотетический спутник)
Фемида — гипотетический спутник Сатурна. 28 апреля 1905 года Уильям Пикеринг, который семью годами ранее объявил об открытии нового спутника Сатурна — Фебы, объявил об открытии нового, десятого по счёту, спутника Сатурна, который он назвал Фемидой. Тринадцать фотопластинок, на которых предположительно был изображён спутник, были сняты в период между 17 апреля и 8 июля 1904 года. Тем не менее, ни одному из астрономов не удалось подтвердить открытие Пикеринга.
Вычисленная Пикерингом орбита имела достаточно высокое наклонение (39,1° к эклиптике), довольно большой эксцентриситет (0,23) и большую полуось немногим меньше, чем у Гипериона (1 457 000 км). Предположительный период обращения составлял 20,85 дней, с прямым движением.
По оценкам Пикеринга, диаметр спутника был приблизительно равен 38 милям (61 км). Однако ввиду того, что для Фебы им был вычислен диаметр в 42 мили (68 км), он явно преувеличил значение альбедо; при использовании современных данных об альбедо Фебы, можно получить значение диаметра Фемиды в 200 км.

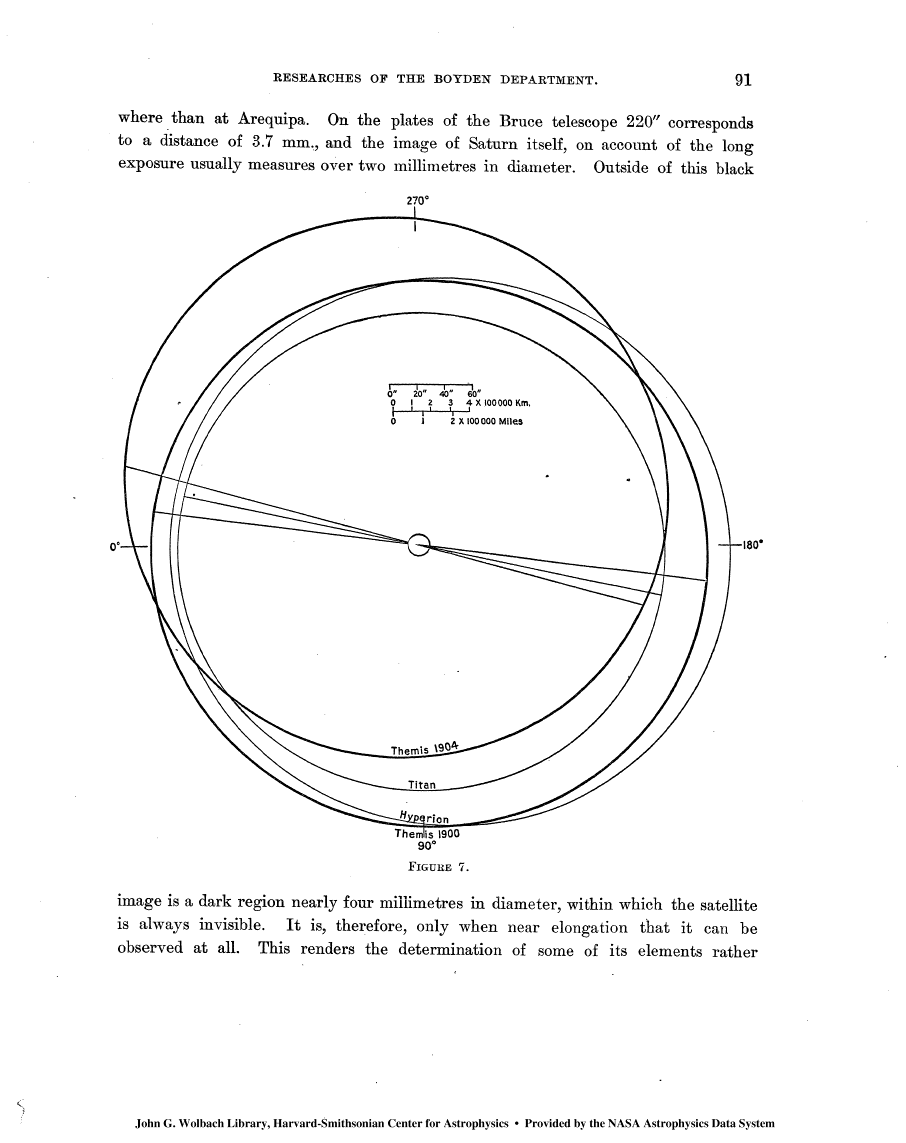
Две возможные орбиты Фемиды, вычисленные Пикерингом

Это было не первое сообщение об открытии спутника Сатурна, которое позже не удалось подтвердить. В апреле 1861 года Герман Гольдшмидт также сделал сообщение об открытии нового спутника Сатурна между Титаном и Гиперионом, который он назвал Хирон. Хирон также не удалось обнаружить позже. Имя «Хирон» было использовано для обозначения астероида 2060 Chiron.
Французская академия наук в 1906 году наградила Пикеринга премией Лаланда за «открытие девятого и десятого спутников Сатурна».
Фактически десятым спутником Сатурна (в порядке обнаружения) стал Янус, который был открыт в 1966 году. В 1980 году это открытие было окончательно подтверждено. Орбита этого спутника находится далеко от предполагаемой орбиты Фемиды.
Существует также астероид под именем (24) Фемида (Themis).